# Geschiedenis van Madagaskar
De geschiedenis van Madagaskar loopt zo'n 2000 jaar terug in de tijd. Het bleef lang onbewoond, ondanks de nabijheid van het Afrikaanse vasteland.

## Eerste bevolking

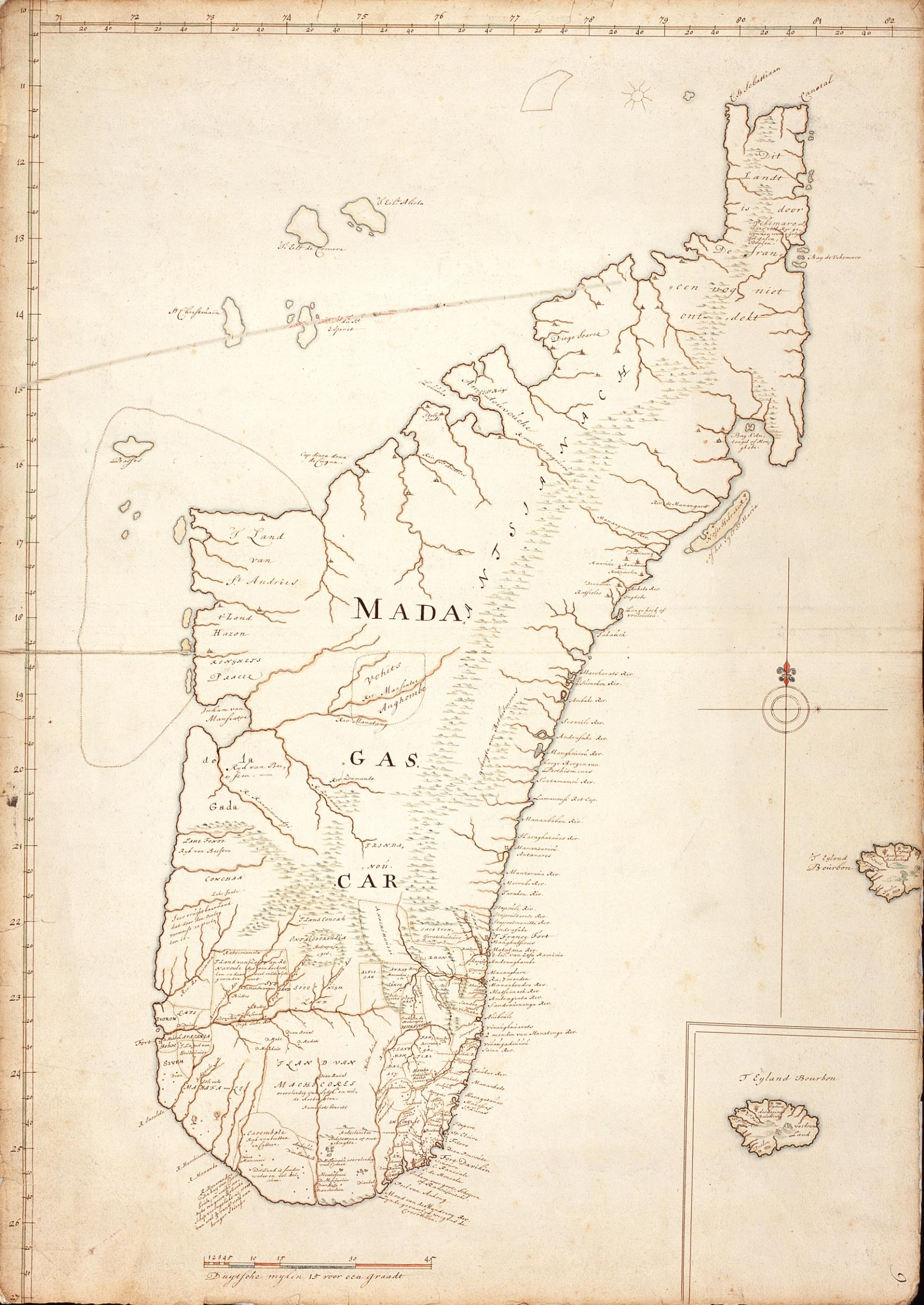
Historische kaart van Madagaskar

De eerste inwoners van Madagaskar waren mogelijk geen Afrikanen, maar wel Maleisiërs en Indonesiërs, die 6400 km verderop woonden. De Fransen kwamen rond 1495 in Madagaskar. De overgrote meerderheid van de bevolking stamt dan ook van deze mensen af. Men vermoedt dat deze mensen via de kusten van Oost-Afrika uiteindelijk op Madagaskar terechtkwamen. Ze namen ook hun eigen voedsel mee, vandaar dat nu nog steeds rijst en bananen het belangrijkste voedsel van de Malagassiërs is. Na een turbulente geschiedenis (met vele moordpartijen en oorlogen) is de bevolking verdeeld in 18 stammen, met als belangrijkste stam de Merina.
De volgende Europeanen na de Fransen in 1495 arriveerden onder Portugese vlag in het jaar 1500 op Madagaskar. Dat Madagaskar bestond, was al lang voordat deze Europeanen arriveerden opgetekend door Marco Polo en door Arabische cartografen. In de eeuwen die volgden probeerden Portugezen, Nederlanders en Engelsen zich vaak tevergeefs permanent op het eiland te vestigen.
Frederik de Houtman bezocht het eiland op zijn reis naar Java en merkte de taalkundige overeenkomst tussen beide gebieden op in zijn Spraeck ende woordboeck inde Maleysche ende Madagaskarsche talen, uitgegeven in 1603.

## Verdeeldheid (16e-18e eeuw)

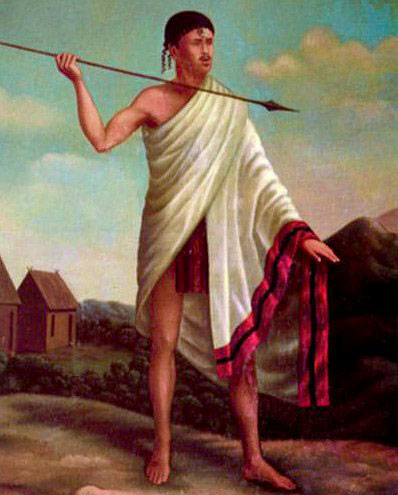
De Malagassische koning Andrianampoinimerina

Er ontstonden, mede door de verdeeldheid, langzamerhand 3 koninkrijkjes op Madagaskar: Menabe in het westen, Zana-Malata in het oosten en Imerina op het centraal plateau. Aan het eind van de 16e eeuw veroverden de Menabe noordwaarts langs de kust grote stukken land. Onder koning Andriamisara I werden ook de oostelijke hooglanden bezet.
Zijn opvolger Andriandahifotsy wilde het hele zuiden en oosten van Madagaskar onder zijn bewind stellen, maar dit lukte niet helemaal. Later, gedurende de heerschappij van Andriamandisoarivo (1685-1712), stichtte zijn onterfde zoon het koninkrijk Boina, dat tot begin van de 19e eeuw standhield. Aan het begin van de 18e eeuw werd Île Sainte-Marie het hoofdkwartier van de piraten.
Ratsimilaho was de zoon van een Engelse piraat en een Malagassische prinses. Hij slaagde erin om de Zana-Malata’s en wat rivaliserende stammen samen te voegen tot het rijk van Betsimisaraka. In 1750 trouwde Ratsimilaho’s dochter Bety met een Franse korporaal, Jean-Onésime Filet. Als huwelijkscadeau kregen ze het eiland Ile Sainte Marie. Na de dood van Ratsimilaho stond Bety het eiland af aan de Fransen.
Haar zoon Zanahary nam het koninkrijk van haar over, maar dat viel onder zijn heerschappij al snel uiteen. Tegen het einde van de 18e eeuw installeerde de Hongaarse avonturier Móric Beňovský zich met Franse steun in Antongil en riep zichzelf uit tot koning van Madagaskar. In 1786 werd hij afgezet door Franse troepen.
In 1787 regeerde Chief Ramboasalama over de Merina-stam en slaagde erin alle leden van de stam op één lijn te krijgen. Hij noemde zichzelf Andrianampoinimerina (volledige naam: Andrianampoinimerinandriantsimitoviaminandriampanjaka of De Hoop van Imerina) en daardoor werden de Merina de toonaangevende stam van Madagaskar die op dat moment het halve eiland onder controle hadden.

## 19e eeuw

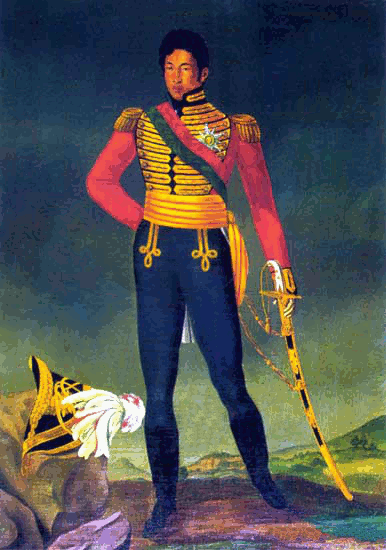
Radama I van Madagaskar

Zijn zoon Laidama volgde zijn vader op na diens dood in 1810 en noemde zichzelf Radama I. Met behulp van een 35.000 man sterk leger veroverde en bezette hij langzamerhand heel Madagaskar. Het koninkrijk Menabe kreeg hij door te trouwen met de dochter van de koning. Daarmee vervulde hij zijn gelofte: "Mijn koninkrijk zal behalve de zee geen grenzen hebben". Hij knoopte direct relaties aan met de Europese machten. Zo werd een Franse sergeant benoemd tot commandant van zijn leger, en een Engelsman werd zijn persoonlijke adviseur. In 1817 werd door Radama I het Koninkrijk Madagaskar gesticht.
In 1820 sloot men een verdrag met de Engelsen die Madagaskar vanaf die tijd beschouwden als een onafhankelijke staat onder de Merina-heerschappij. Vanaf die tijd kwamen ook de eerste missionarissen naar Madagaskar om de bevolking te bekeren tot het christendom. Ook werden de eerste scholen gebouwd en de Malagassische taal werd op schrift gezet. De eerste bijbel in het Malagassisch werd in 1835 gedrukt.
Radama sterft echter in 1828 en werd opgevolgd door de vreemdelingenhaatster Ranavalona I die het christendom meteen illegaal verklaarde. Vele missionarissen vluchtten of werden gedood. In 1861 stierf ook zij en werd ze opgevolgd door haar zoon, die zich Radama II noemde. Hij was veel vooruitstrevender dan zijn moeder: de bevolking kreeg vrijheid van godsdienst, hij moderniseerde het rechtssysteem en stelde Madagaskar weer open voor buitenlanders. Toen de Europeanen weer binnen mochten komen werd het christendom al snel min of meer de officiële godsdienst.
In 1862 werd de hoofdstad Antananarivo getroffen door een mysterieuze besmettelijke ziekte. Tussen de elite van de Merina-stam ontstonden diepe meningsverschillen en dit alles resulteerde in de dood van Radama II, vermoord door de broer van de premier. Hij werd opgevolgd door zijn vrouw, die zich vanaf toen Rasoherina noemde. Zij trouwde, volgens traditie, met de premier. Haar macht werd echter aan banden gelegd in een overeenkomst die bepaalde dat zij alleen beslissingen kon nemen met toestemming van de ministers. Dan komt de broer van de premier, Rainilaiarivony, weer in beeld. Hij organiseert een opstand tegen zijn broer, bezet zijn ministerie en trouwt met diens vrouw Rasoherina.

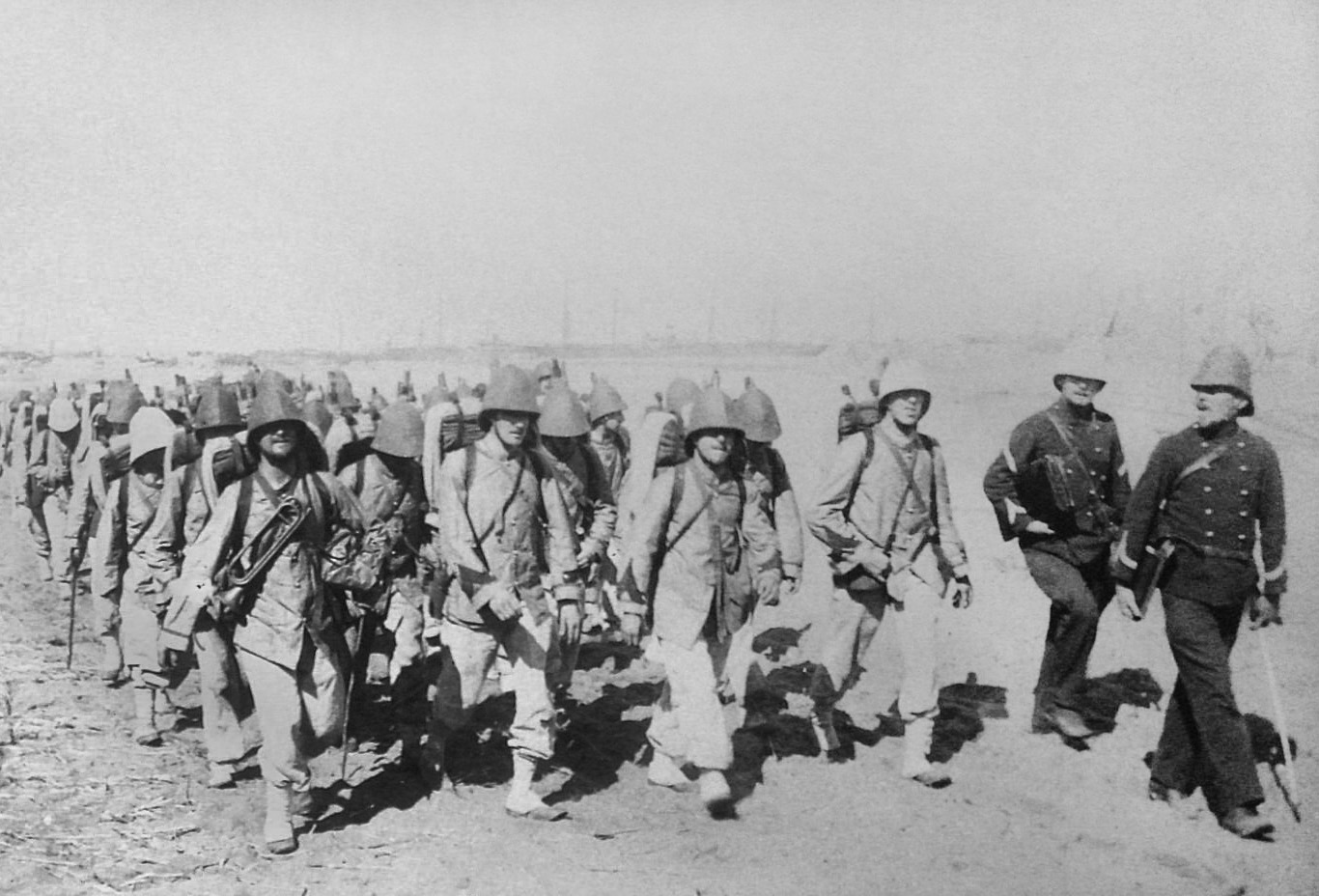
Franse troepen op Madagaskar (1895)

Rasoherina bleef daardoor tot 1868 op haar troon zitten. Ze werd opgevolgd door Ranavalona II, die weer trouwde met Rainilaiarivony. Ranavalona II sterft in 1883 en wordt opgevolgd door Ranavalona III. Ondertussen waren de Engelsen door de aanleg van het Suezkanaal in 1869 niet meer zo geïnteresseerd in Madagaskar als politiek en strategisch steunpunt in de Indische Oceaan. In 1890 sloten Frankrijk en Groot-Brittannië een verdrag waarin Madagaskar onder de invloedssfeer van Frankrijk kwam en Zanzibar onder die van Groot-Brittannië. In 1894 eisten de Fransen dat koningin Ranavalona III zou aftreden. Zij weigerde dit en Frankrijk stuurde een leger naar Madagaskar.
Ondanks grote verliezen door ziektes en oorlogen, namen de Fransen op 30 september 1895 Antananarivo in en verwierf daarmee een kolonie ter grootte van Frankrijk; Frans-Madagaskar. Zij probeerden de Merina-aristocratie te elimineren door onder andere de Malagassische taal en cultuur te verbieden. Ook alle Britse invloeden werden onderdrukt. Het Frans werd de officiële taal en in 1897 lukte het de Fransen om Ranavalona af te zetten: ze werd verbannen naar Algerije. De Fransen probeerden wel meteen het land verder te ontwikkelen door te investeren in de economie, het transport, de bouw en het onderwijs. Door deze ontwikkelingen ontstond al vrij snel een op Frankrijk gerichte Malagassische elite. De meeste Malagassiërs vonden het maar niets en al snel ontstonden er nationalistische groeperingen onder de Merina- en Betsileo-stam. Zij organiseerden vele stakingen en demonstraties.
In 1886 werd de eerste spoorwegconcessie door Ranavalona III aan een Frans bedrijf gegeven.

## 20e eeuw
In de eerste jaren van de Tweede Wereldoorlog stond Madagaskar onder het pro-Duitse Vichy-bewind van maarschalk Pétain. Deze werkte echter niet mee aan het aanvankelijke Duitse Madagaskarplan om anderhalf miljoen Midden-Europese joden naar de Franse kolonie te transporteren.
Toen Japan in 1941-42 zijn intrede in de oorlog had gedaan, vielen de geallieerden Madagaskar mei 1942 binnen en bezetten het eiland uit angst dat de Franse gouverneur het aan de Japanse marine ter beschikking zou stellen. In 1943 droegen de Britten het eiland over aan de Vrije Fransen van generaal De Gaulle.
Na de oorlog laaide het streven naar onafhankelijkheid weer fel op, wat uiteindelijk resulteerde in de Malagassische Opstand in 1947 die door de Fransen bloedig werd neergeslagen (er waren naar schatting 80.000 doden). In de jaren vijftig werden er voor het eerst politieke partijen gevormd. De belangrijkste partij werd de Parti Social Démocratie (PSD) van Philibert Tsiranana. In 1958 stemden de Malagassiërs in een referendum vóór een status als autonome republiek als onderdeel van de Franse overzeese gebiedsdelen.

## De onafhankelijkheid

### Onafhankelijkheidsverklaring
Niet lang daarna, in 1960, volgde de onafhankelijkheidsverklaring van de Malagassische Republiek en Tsiranana werd de eerste president. De Fransen mochten van hem de controle over de handel en het bankwezen behouden. Ook de militaire basis kon Frankrijk behouden. Hierdoor maakten de Fransen in feite nog steeds de dienst uit in Madagaskar. De Merina-stam zette zich steeds meer af tegen de voortdurende Franse overheersing en zocht steeds meer steun bij de Sovjet-Unie en het communisme. Tsiranana was hier fel op tegen en richtte zich meer op Zuid-Afrika. Tsiranana's populariteit daalde echter snel toen het in jaren zestig economisch steeds slechter ging met Madagaskar.

### Veranderingen
In september 1972 trad Tsiranana af na massale demonstraties en gaf de macht over aan de chef-staf van het leger, generaal Gabriel Ramanantsoa. Ramanantsoa voerde meteen fundamentele veranderingen in:
- De Franse militaire basis werd gesloten.
- Begin van de collectivisatie van de landbouw.
- Diplomatieke betrekkingen met Zuid-Afrika, Israël en Taiwan werden bevroren.

De betrekkingen met China en de Sovjet-Unie werden krachtiger. Door het vertrek van de Fransen werd al snel duidelijk dat Madagaskar erg afhankelijk was van hun ontwikkelingsgeld en technische hulp. Kort daarop volgden er verhitte discussies over de weg die men ingeslagen was. In februari 1975, na verschillende couppogingen, werd generaal Ramanantsoa gedwongen af te treden en vervangen door kolonel Richard Ratsimandrava. Deze werd echter al na één week doodgeschoten en de macht werd door een aantal officieren uit het leger overgenomen. Deze officieren werden al snel teruggefloten door een aantal officieren die loyaal waren aan de vermoorde Ratsimandrava.

### Madagaskar gaat verder achteruit
Er werd een nieuwe regering benoemd onder leiding van Didier Ratsiraka, eerder al minister van buitenlandse zaken. Door deze ontwikkelingen was de export gestagneerd, waren alle scholen gesloten en waren er nauwelijks nog andere economische activiteiten. Madagaskar lag zowel politiek, sociaal, economisch als cultureel lam. Ratsiraka probeerde met radicale politieke en sociale hervormingen de boel weer op gang te krijgen en stichtte de Democratische Republiek Madagaskar. Hij richtte zich daarbij met name op communistische landen. Economisch was hij wat pragmatischer. Alle banken werden genationaliseerd en er werden een aantal publieke organisaties opgericht die zich gingen bezighouden met verschillende sectoren van de economie.
Tussen 1981 en 1982 volgde weer een ernstige economische crisis, waardoor Ratsiraka gedwongen werd de teugels wat te laten vieren. Daardoor kreeg hij ook weer meer geld van het Internationaal Monetair Fonds (IMF) en de Wereldbank. Door deze buitenlandse hulp krabbelde de economie, weliswaar tijdelijk en zeer gestaag, weer wat op. Die stortte echter opnieuw in toen in 1985 door grootafnemer van vanille Coca Cola de "New Coke" werd geïntroduceerd. De reden was dat in de "New Coke" vanilline, een goedkoper synthetisch substituut, werd gebruikt. Het gebruik van echte vanille liep tijdens deze periode met meer dan de helft terug. Pas nadat de nieuwe cola uit het assortiment werd gehaald krabbelde de economie weer omhoog.

### Ratsiraka
In maart 1989 werd Ratsiraka na dubieuze verkiezingen weer voor zeven jaar herkozen. Bij rellen, die volgden op het nieuws van de nieuwe ambtstermijn, vielen zes doden en tientallen gewonden. In 1991 volgden maanden van demonstraties en stakingen tegen het bewind van Ratsiraka waardoor de toch al kwetsbare economie ophield te functioneren. Nieuwe rellen volgden en er vielen dertig doden. Frankrijk oefende zware druk uit en eiste nieuwe verkiezingen. In oktober 1991 tekende Ratsiraka een overeenkomst met de oppositie waarin nieuwe verkiezingen uitgeschreven werden. Deze verkiezingen werden gewonnen door de arts Albert Zafy, die probeerde van Madagaskar een democratie te maken. Zo kreeg het parlement vergaande bevoegdheden, het kon onder andere de president met een tweederdemeerderheid afzetten. Ondanks alle goede bedoelingen liep ook dit experiment uit op een volledige chaos. Binnen 3 jaar vielen 8 kabinetten en koos men drie keer een nieuwe premier. De economie stortte ook weer in en de bevolking werd steeds armer.
Na die drie jaar eiste Zafy in 1994 weer zijn macht terug. Onmiddellijk probeerde het parlement hem af te zetten, maar hij weigerde. Wel schreef hij nieuwe verkiezingen uit en die werden gewonnen door de vroegere president Ratsiraka. Ratsiraka probeerde nu van Madagaskar een federale staat te maken, met als grote voorbeeld de Verenigde Staten in plaats van de autonome provincies. Er werd ook sterk ingezet op economische groei en de wederopbouw van het onderwijs en de gezondheidszorg. Ook waren de Fransen weer welkome investeerders. Ratsiraka schreef vrij snel een referendum uit, waarin hij het volk vroeg om de macht weer terug te geven aan de president. Het volk stemde met ruime meerderheid voor. De verkiezingen van 1998 werden alweer gewonnen door Ratsiraka's partij. Pascal Rakotomavo werd de premier en na de gemeenteraadsverkiezingen van 1999 kwamen in bijna alle grote steden pragmatische, vaak partijloze zakenmannen aan de macht.

### Ravalomanana

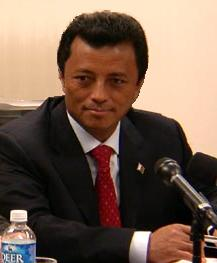
Marc Ravalomanana, die van 2002 tot 2009 president van Madagaskar was

Op 16 december 2001 vonden presidentsverkiezingen plaats, waarbij oud-president Ratsiraka en Marc Ravalomanana, de burgemeester van de hoofdstad Antananarivo, de belangrijkste kandidaten waren. Al snel na de verkiezingen circuleerden er sterke geruchten over onregelmatigheden. Met massale steun van de bevolking riep de burgemeester van Antananarivo zich uit tot staatshoofd en benoemde zijn eigen "regering". Hij eiste de overwinning voor zich op, omdat hij 52% van de stemmen zou hebben gekregen, terwijl volgens de verkiezingscommissie geen enkele kandidaat meer dan 50% van de stemmen zou hebben en dit betekende dat een tweede ronde nodig was. De officiële uitslag plaatste Ravalomanana aan kop voor de zittende president, Didier Ratsiraka met 46% tegen 41% van de stemmen.
Daarop volgde in de hoofdstad een periode van protesten door massademonstraties en stakingen, op een schaal zoals nooit eerder was voorgekomen. De crisis markeert een grote verandering in de politieke verhoudingen van het land, waar Ratsiraka's Arema partij op een gemakkelijke overwinning leek af te stevenen. Ravalomanana wordt gesteund door de verenigde oppositie, die zich bevindt in verschillende delen van het land en diverse sociale en etnische groepen omvat.
Ook na de verkiezingen heeft de oppositie haar eenheid weten te bewaren. Arema daarentegen heeft geen meerderheid in het land, maar kon tot nu toe haar positie handhaven door de versnippering van de oppositie en de bereidheid van sommige oppositieleiders om functies in de regering te bekleden of het regeringsbeleid te steunen, zoals economische hervormingen. Ratsiraka heeft de steun voor de oppositie niet goed weten in te schatten. Hij kondigde de staat van beleg af, een tactiek die faalde, omdat de veiligheidstroepen niet bereid bleken partij te kiezen in het conflict.
Er volgden verschillende Afrikaanse bemiddelingspogingen om tot een oplossing van de crisis te komen. Bij de bemiddelingspogingen in het conflict door vertegenwoordigers van de Afrikaanse Unie is het voorkomen van de opsplitsing van de nationale eenheid van Madagaskar het belangrijkste doel geweest. Uiteindelijk heeft deze bemiddelingspoging geleid tot de hertelling van de stemmen. Daarbij haalde Ravalomanana meer dan 50% van de stemmen en werd tot president uitgeroepen in mei 2002.

### Presidentsverkiezingen in 2007
Nieuwe presidentsverkiezingen stonden gepland voor april 2007. Die zijn zeer rustig verlopen. De huidige president was de favoriet en ook de winnaar van de verkiezingen. Eind 2007 werd ook het parlement gekozen.

### Rajoelina
Begin 2009 werd Ravalomanana's presidentschap uitgedaagd door de 34-jarige burgemeester van Antananarivo, Andry Rajoelina. Dit gebeurde te midden van grootschalige oppositionele protesten en onlusten in de stad. Rajoelina kwam in opstand vanwege de vermeend autocratische en corrupte regeerstijl van de president. De burgemeester verklaarde op 31 januari zelfs de macht over het land in handen te hebben. De week daarop werd hij door de regering 'ontslagen' en werd er een vertrouweling van de president naar voren geschoven in zijn plaats. Na deze beslissing droeg de president Marc Ravalomanana de macht over aan de admiraal Hippolyte Ramaroson om een militaire regering te vormen. Maar die besloot alsnog achter Rajoelina te gaan staan, en droeg de macht meteen over aan hem. Een dag later erkende het Hooggerechtshof van Madagaskar de legaliteit van de machtsoverdracht.
Rajoelina heeft aangekondigd binnen twee jaar verkiezingen te houden en de grondwet te hervormen. Dat is nodig omdat volgens de grondwet die nu van kracht is, een president minimaal 40 jaar oud moet zijn.
In juni 2025 komt de Frans-Malagassische Gemengde Commissie bijeen, die verantwoordelijk is voor de besluitvorming over de teruggave van de Verspreide Eilanden aan Madagaskar.